# Pauridiantha bridelioides
Pauridiantha bridelioides là một loài thực vật có hoa trong họ Thiến thảo. Loài này được Verdc. mô tả khoa học đầu tiên năm 1975.